# Jarar
Jarar è una delle zone amministrative in cui è suddivisa la Regione dei Somali in Etiopia.

## Woreda
La zona è composta da 12 woreda:
1. Ararso
2. Aware
3. Bilcil-Bur
4. Burqod
5. Daror
6. Degahabur town
7. Degehabur
8. Degehamedo
9. Dig
10. Gashamo
11. Gunagado
12. Yocale